# Cotechino
Le cotechino est le nom donné à un produit de la charcuterie italienne qui se consomme sous la forme d'une saucisse cuite.
Elle doit son nom à la couenne (cotica, en italien) de cochon, et prend des noms locaux selon les endroits de production. La tradition veut qu'elle soit le premier plat de l'année (ou le dernier) accompagné de lentilles.

## Préparation
Sa confection s'effectue en remplissant un boyau de porc avec de la couenne, de la viande et du gras assaisonnés de sel et de poivre. Dans la production industrielle sont ajoutés des nitrates pour la conservation. Son poids peut varier de quelques hectogrammes (format saucisse) à plus d'un kilogramme (format gros saucisson). Ficelée dans une serviette et plongée dans une casserole d'eau, sa cuisson demande environ quatre heures.

## Zone de production
Le cotechino Modena est une charcuterie d'Indicazione geografica tipica.
Quatre régions d'Italie ont inséré le cotechino dans la liste des produits agroalimentaires traditionnels :
- Lombardie : cotechino (blanc, cremonese vanille, bergamasque, mantovano à la vanille, pavese)
- Molise : cotechino
- Trentin-Haut-Adige : cotechino de cochon
- Vénétie, où sept divers produits sont reconnus : coeghin nostrano padovano ; coessin co la lengua del basso vicentino ; coessin del basso vicentino ;  coessin della Val Leogra ; coessin in onto del basso vicentino ; coessin co lo sgrugno ; cotechino di puledro.